# 大日本居合道連盟
大日本居合道連盟（だいにほんいあいどうれんめい）は、昭和50年（皇紀2635年-西暦1975年）に創立された居合道の専門団体。大居連または大日居と略称されることもある。

## 支部道場
国内各地と海外（オーストラリア・アメリカ・ポーランド等）に支部道場を展開する。連盟参加流派は、無双直伝英信流、北辰神櫻流からなる。

## 行事
- 1月：稽古始之儀（奉納演武）が日枝神社神殿で行われる。
- 5月：居合道全国大会（京都大会）が京都 石清水八幡宮で開催される。
- その他東京大会（10月）など、一年を通じて各地で地区大会や講習会を開催。

## 演武
演武は、大日本居合道刀法（指定業）および各流派の業（自由選択）で、個人戦・団体戦とも3〜5本の業で行われる。

## 段級位・審査・称号
- 段級位

段外から初段、二段、三段、四段、五段、六段、七段、八段、九段、十段
※小学生以下は2級から
- 審査

初段〜五段は各地区昇段審査（年1回）、六段以降は京都大会昇段審査会（年1回）により允可。審査は実技演武および筆記試験により行われる。筆記試験の内容は、五段以下と六段以上でその出題傾向が大きく異なる。高段者の場合、差料の手入れの怠り（錆や刃毀）、拵えの安全上の瑕疵などを審査時に確認される場合もある。
- 称号

錬士、教士、範士。京都大会と同時開催の称号審査（年1回）により允可。

## 主な稽古種目
居合種目（英信流系道場）
- 正座之部　／　前　右　左　後　八重垣　受流　介錯　附込　月影　追風　抜打
- 立膝之部　／　横雲　虎一足　稲妻　浮雲　颪　岩波　鱗返　浪返　瀧落　真向
- 居業之部　／　霞　脛囲　戸詰　戸脇　四方切　棚下　両詰　虎走
- 立業之部　／　行連　連達　惣捲　惣留　信夫　行違　袖摺返　門入　壁添　受流　暇乞
- 太刀打之位／　出合　拳取　絶妙剣　独妙剣　鍔留　受流　真方

刀法種目
- 大日本居合道刀法／　前切　前後切　幹竹　切上　四方切　切先返　雁金
- 大日本抜刀法　　／　順刀　追撃刀　斜刀　四方刀　斬突刀　前敵逆刀　多敵刀　後敵逆刀　後敵抜打

## 大日本居合道刀法
大日本居合道刀法は、河野百錬範士が制定した全日本居合道刀法（五本）に、平井阿字齋範士が昭和63年に二本の業を追加して制定した大日本居合道連盟の連盟刀法である。各流派から選抜された業ではあるが、より覚えやすく簡略化され、流派の業そのものではない。各大会や昇段審査はこの大居連刀法を中心に、各流派の業を加えて行われる。
- 一本目・前　切（英信流）
- 二本目・前後切（無外流）
- 三本目・幹　竹（関口流）
- 四本目・切　上（神道無念流）
- 五本目・四方切（水鴎流）
- 六本目・切先返（伯耆流）
- 七本目・雁　金（英信流）

## 沿革
- 昭和50年（1975年）　大日本居合道連盟発足
- 昭和63年（1988年）　大日本居合道刀法制定（七本）
- 昭和61年（1986年）　会長に賀陽宗憲が就任
- 平成4年（1992年）　理事長に実川阿仁齋が就任
- 平成6年（1994年）　理事長に平井明阿字が就任
- 平成18年（2006年）　理事長に福嶋阿正齋が就任
- 平成28年（2016年）　理事長に田口阿勢齋が就任
- 令和4年（2022年）　名誉会長に賀陽正憲が就任
  - 同年の「稽古始之儀」は就任記念行事として実施[1]

### 賀陽家との関わり
旧皇族である賀陽家との関わりが深い。
初代会長は賀陽邦寿が、第2代会長は賀陽宗憲が務めた。令和4年（2022年）に就任した賀陽正憲からは肩書きが「名誉会長」となった。

## 発行書籍
- 「大日本居合道新聞」（年二回）連盟事務局発行
- 「各大会目録」